# Hannelore Freudenberger
Hannelore Freudenberger (* 24. März 1929 in Erfenschlag) ist eine deutsche Schauspielerin sowie Synchron- und Hörspielsprecherin.

## Leben
Nach eigener Aussage hatte Hannelore Freudenberger (verheiratet: Hannelore Steiner-Freudenberger) bereits als Kind den Wunsch, Schauspielerin zu werden. Sie absolvierte von 1949 bis 1952 die Theaterschule Leipzig und erhielt ihr erstes Engagement an den Landesbühnen Sachsen, einem Reisetheater mit Stammhaus in Radebeul. Bekannt sind anschließende Beschäftigungen am Volkstheater Rostock und am Landestheater Altenburg. Vielfach stand sie in Filmen der DEFA und des Deutschen Fernsehfunks, später des Fernsehens der DDR, vor der Kamera. Die Auftritte für das Fernsehen konnte sie nach der Wende vereinzelt fortsetzen. Mit ihrer Stimme war sie mehrfach in Dokumentarfilmen, in von der DEFA synchronisierten Spielfilmen und Hörspielen des Rundfunks der DDR zu hören.
Hannelore Freudenberger war mit dem Schauspieler Ernst Steiner (1928–2004) verheiratet.

## Filmografie
- 1957: Gejagt bis zum Morgen
- 1959: Kabale und Liebe
- 1959: Blaulicht (Fernsehserie, 1 Episode)
- 1964: Die Hochzeit von Länneken
- 1967: Geheimcode B/13 (Fernseh-Vierteiler)
- 1967: Rote Bergsteiger (Fernsehserie)
- 1968: Die Toten bleiben jung
- 1971: Der Staatsanwalt hat das Wort: Zwei Promille (Fernsehreihe)
- 1972: Polizeiruf 110: Ein bißchen Alibi (Fernsehreihe)
- 1972: Der Dritte
- 1973: Polizeiruf 110: Siegquote 180
- 1974: Die Frauen der Wardins (Fernseh-Dreiteiler)
- 1988: Schwein gehabt
- 1989: Die gläserne Fackel (Fernsehserie, 1 Episode)
- 1991: Das Mädchen aus dem Fahrstuhl
- 2000: Streit um drei (Fernsehserie, 1 Episode)
- 2006: Schloss Einstein (Fernsehserie, 2 Episoden).

## Theater
- 1952: Pierre-Augustin Caron de Beaumarchais: Der tolle Tag oder Figaros Hochzeit – Regie: Max A. Schleyer (Landesbühnen Sachsen Radebeul)
- 1952: Friedrich Schiller: Don Carlos – Regie: Max A. Schleyer (Landesbühnen Sachsen Radebeul)
- 1975: William Shakespeare: Der Widerspenstigen Zähmung – Regie: Volker Trauth (Landestheater Altenburg)

## Hörspiele
- 1972: Johannes Arnold: Ein glasmurmelblauer Freitagnachmittag (Frau Schuhmann) – Regie: Manfred Täubert (Kinderhörspiel – Rundfunk der DDR)
- 1973: Roland Neumann: Der Elternbesuch (Blumenfrau) – Regie: Maritta Hübner (Kinderhörspiel – Rundfunk der DDR)

## Synchronisation
- 1956: Nicole Berger als Nèle in Die Abenteuer des Till Ulenspiegel
- 1957: Marie Tomášová als Johanka in Jan Hus
- 1989–2013: Su Elliot als Edith in Agatha Christie’s Poirot (1 Episode)